# Cellamare
Cellamare község (comune) Olaszország Puglia régiójában, Bari megyében.

## Fekvése
Baritól délre fekszik, a Murgia-fennsíkon.

## Története
A település első említése a 11. századból származik. A következő századokban nemesi családok birtoka volt (Sandionigi, Di Sangro, Marra, Caracciolo). Önálló községgé a 19. század elején vált, amikor a Nápolyi Királyságban felszámolták a feudalizmust.

## Népessége
A lakosság számának alakulása:

## Főbb látnivalói
- Santissima Annunziata-templom - a 12. században alapították, majd a 19. században újjáépítették.
- Torre dell'Orologio - az 1923-ban épült óratorony a város egyik jelképe.